# Amélie
Amélie [a.me.ˈli] ist ein weiblicher Vorname.

## Herkunft und Bedeutung
Bei Amélie handelt es sich um die französische Variante des Namens Amelia.

## Verbreitung
Zu Beginn des 20. Jahrhunderts war der Name Amélie in Frankreich sehr beliebt. Mit den Jahren sank seine Popularität immer weiter. Im Jahr 1922 verließ er die Top-100 der Vornamenscharts. Im Jahr 1962 erreichte die Beliebtheit des Namens mit Rang 466 schließlich ihren Tiefpunkt. Insbesondere in den 1970er Jahren nahm die Popularität des Namens rasch zu. Im Jahr 1976 trat er wieder in die Top-100 der Vornamenscharts ein, wo er sich in den 1980er und 1990er Jahren im vorderen Drittel etablierte. Als Höhepunkt erreichte er im Jahr 1991 Rang 16 der Hitliste. Nach der Jahrtausendwende nahm die Beliebtheit des Namens rasch ab. Seit 2009 zählt Amélie nicht mehr zu den 100 meistvergebenen Mädchennamen. Im Jahr 2021 stand der Name auf Rang 447 der Vornamenscharts.
Dagegen ist der Name in Belgien nach wie vor beliebt. Bereits in den 1990er Jahren zählte er zur Top-100 der Vornamenscharts. Mittlerweile hat er sich unter den 50 meistvergebenen Mädchennamen etabliert. Eine Top-20-Platzierung erreichte der Name bislang nur im Jahr 2018 (Rang 18). Zuletzt belegte er Rang 34 der Hitliste (Stand 2021). In den letzten Jahren kam er auch in der deutschen Schreibweise Amelie vor (Rang 94, Stand 2021).
In den Niederlanden ist der Name Amélie mäßig beliebt und hat sich in der Top-200 der Vornamenscharts etabliert. Zuletzt stand er auf Rang 112 der Hitliste (Stand 2021). Deutlich seltener wird er in der deutschen Schreibweise Amelie vergeben. Diese Variante stand im Jahr 2021 auf Rang 369 der Vornamenscharts.
Amélie stieg in der Schweiz in den frühen 2000er Jahren in die Top-100 der Vornamenscharts auf. Seit 2005 zählt er zu den 50 beliebtesten Mädchennamen, erreichte jedoch nie eine Top-20-Platzierung. Im Jahr 2020 belegte Amélie Rang 44 der Hitliste. Seltener kommt er auch in der deutschen Variante Amelie vor (Rang 70, Stand 2020).
In Deutschland kommt der Name Amélie nur sehr selten vor. Für den Zeitraum von 2006 bis 2018 steht er auf Rang 727 der Vornamenscharts. Seine Variante Amelie gehört dagegen zu den beliebtesten Mädchennamen.

## Varianten
Der Name Amélie existiert auch in den Varianten Amely und Amelie.
Für weitere Varianten: siehe Amalie#Varianten

## Namensträgerinnen
- Amélie Beaury-Saurel (1848–1924), französische Malerin mit spanischer Herkunft
- Amélie Bosquet (1815–1904), französische Schriftstellerin
- Amélie-Julie Candeille, bekannt als Julie Candeille (1767–18834), französische Schauspielerin
- Amélie Cocheteux (* 1978), französische Tennisspielerin
- Amélie Coquet (* 1984), französische Fußballspielerin
- Amélie de Berckheim (1776–1855), erste weibliche elsässische Industrielle und Managerin
- Amélie de Boufflers (1751–1794), Herzogin von Biron
- Amélie Decelle (* 1980), französische Badmintonspielerin
- Amélie de Montchalin (* 1985), französische Politikerin
- Amélie d’Orléans (1865–1951), letzte Königin von Portugal
- Amélie Ebert (* 1994), deutsche Synchronschwimmerin
- Amélie Felx (* um 1980), kanadische Badmintonspielerin
- Amélie Gex (1835–1883), savoyisch-französische Schriftstellerin
- Amélie Goulet-Nadon (* 1983), kanadische Eisschnellläuferin (Shorttrackerin)
- Amélie Grözinger (* 1982), deutsche Künstlerin
- Amélie Harrault (* 1982), französische Animationsfilmerin
- Amélie Hois (* 1996), österreichische Opernsängerin (Sopran)
- Amélie Hoeferle (* 2002), deutsche Schauspielerin
- Amélie Hoellering (1920–1995), deutsche Rhythmikerin
- Amélie Humbert-Droz (1851–1936), Schweizer Sekretärin, Redaktorin und Feministin
- Amelie Intert (* 1996), deutsche Tennisspielerin
- Amélie Kuhrt (1944–2023), britische Historikerin, Iranologin und Assyrologin
- Marie-Joseph Améliee Le Gall, bekannt als Lisette Marton (1869–20. Jahrhundert), französische Radsportlerin
- Amélie Linz (1824–1904), deutsche Schriftstellerin
- Amélie Lundahl (1850–1914), finnische Malerin
- Amélie Mauresmo (* 1979), französische Tennisspielerin
- Amélie Monnehay, bekannt als Max Monnehay (* 1981), französische Schriftstellerin
- Amélie Moser (1839–1925), Schweizer Sozialpolitikerin sowie Vorkämpferin für Volksgesundheit und Volksbildung
- Amélie Mummendey (1944–2018), deutsche Sozialpsychologin
- Amélie Munier-Romilly (1788–1875), Schweizer Malerin
- Amélie Niermeyer (* 1965), deutsche Theaterregisseurin
- Amélie Nikisch, geborene Amélie Heussner (1862–1938), belgische Schauspielerin, Sopranistin und Komponistin
- Amélie Nothomb (* 1966), belgische Schriftstellerin
- Amélie Oudéa-Castéra (* 1978), französische Politikerin und ehemalige Tennisspielerin
- Amélie Plume (* 1943), Schweizer Schriftstellerin
- Amélie Reymond (* 1987), Schweizer Skifahrerin (Telemarkerin)
- Amélie Roquette (1844–1918), deutsche Erzieherin, Lehrerin und Schulleiterin
- Amélie Rorty (1932–2020), US-amerikanische Philosophin
- Amélie Saadia, Opern- und Chansonsängerin der Stimmlage Mezzosopran
- Amélie Sandmann (* 1967), deutsche Sängerin, auch Schauspielerin und Sprecherin
- Amélie Schütky (um 1866–nach 1917), österreichische Opernsängerin (Sopran)
- Amélie Šmejkalová (* 2005), tschechische Tennisspielerin
- Amélie van Tass (Künstlername; * 1987),  österreichische Zauberkünstlerin und Mentalistin
- Amélie Thöle (* 2003), deutsche Fußballspielerin
- Amélie Thyssen (1877–1965), Ehefrau des Industriellen Fritz Thyssen
- Amélie von Leuchtenberg (1812–1873), Kaiserin vom Brasilien
- Amélie von Reichenbach-Lessonitz (1838–1912), deutsche Adlige
- Amélie von Schwerin (1819–1897), schwedische Landschafts- und Tiermalerin
- Amélie von Soden, geborene Freiin Hugo von Spitzemberg (1869–1953), deutsche Politikerin
- Amélie Wenger-Reymond (* 1987), schweizerische Telemarkerin
- Amélie Wülfinghoff (um 1854–1930 oder später), deutsche Pianistin, Sopranistin, Tänzerin und Gesangspädagogin
- Amélie Zurcher (1858–1947), Unternehmerin, gilt als Begründerin des Kali-Bergbaus am südlichen Oberrhein